# Let's Dance
Let’s Dance er et album af David Bowie fra 1983. Albummet er Bowies største kommercielle succes, men var ved udgivelsen stærkt omstridt blandt hans fans. Albummet blev indspillet i december 1982 i pladestudiet The Power Station i New York og er produceret af David Bowie og Nile Rodgers.
Albummet viste David Bowie i en umiddelbart mere let tilgængelig udgave og lagde derved afstand til de tidligere udgivelser som Lodger og  Scary Monsters.

## Trackliste
Alle sangene er skrevet af David Bowie med mindre andet er angivet.
1. Modern Love – 4:46
2. China Girl – 5:32 (Bowie/Iggy Pop)
3. Let's Dance   – 7:38
4. Without You  – 3:08
5. Ricochet – 5:14
6. Criminal World (Peter Godwin, Duncan Browne, Sean Lyons) – 4:25
7. Cat People (Putting Out Fire) (tekst: Bowie, melodi: Giorgio Moroder)  – 5:09
8. Shake It  – 3:49

## Singler
Titelnummeret "Let's Dance" blev udgivet som single inden albumudgivelsen med en ny version af sommerhittet fra 1982 "Cat People (Putting Out Fire)" som B-side. Singlen gik direkte til tops på de store udenlandske hitlister og i Skandinavien. "China Girl" (tidligere indspillet af Iggy Pop)  og "Shake It" udkom en måned efter albummet og fik også en god modtagelse på hitlisterne. Herudover udkom i efteråret 1983 "Modern Love" med en live-version af sangen på B-siden og herefter "Without You", sidstnævnt dog alene på udvalgte markeder. 
På Bowies fødselsdag i 2018 blev en demoversion af nummeret Let's Dance udsendt som single  Arkiveret 8. januar 2018 hos  Wayback Machine.

## Andre udgivelser
Albummet blev genudgivet i 1995 på Virgin Records med Bowie/Queen-sangen "Under Pressure" som bonustrack. 

## Musikere
- Carmine Rojas,  basguitar
- Omar Hakim, trommer
- Tony Thompson, trommer
- Nile Rodgers: guitar
- Stevie Ray Vaughan: leadguitar
- Rob Sabino: keyboard
- Mac Gollehon: trompet
- Robert Arron: tenorsaxofon, fløjte
- Stan Harrison: tenorsaxofon, fløjte
- Steve Elson: barytonsaxofon, fløjte
- Sammy Figueroa: percussion
- Frank Simms, Geoge Simms, David Spinner: kor
- Bernard Edwards: bas på "Without You"